# Ben Best
Ben Best (* 13. September 1974; † 12. September 2021) war ein US-amerikanischer Drehbuchautor und Schauspieler.

## Leben
Ben Best besuchte die University of North Carolina School of the Arts in Winston-Salem, North Carolina.
Gemeinsam mit Danny R. McBride und Jody Hill entwickelte er die Fernsehserie Eastbound & Down, für die er auch als Schauspieler, Autor und Koproduzent tätig war. Zuvor war er in den Produktionen The Foot Fist Way (auch Koautor), Superbad, Love Vegas und Shopping-Center King – Hier gilt mein Gesetz als Schauspieler zu sehen.
Bekannt war er für Die fast vergessene Welt (2009), Eastbound & Down (2009) und Superbad (2007).
Best starb am 12. September 2021.

## Filmografie
- 1999: Eddie Noble and the Heroes (Kurzfilm)
- 2006: The Foot Fist Way
- 2007: Superbad
- 2008: Love Vegas
- 2009: Die fast vergessene Welt (Land of the Lost)
- 2009: Shopping-Center King – Hier gilt mein Gesetz (Observe and Report)
- 2009–2010: Eastbound & Down (Fernsehserie, 8 Folgen)

## Synchronsprecher
Quelle: Synchronkartei.de
| Film/Serie       | Synchronsprecher |
| ---------------- | ---------------- |
| Superbad         | Boris Tessmann   |
| Love Vegas       | Rainer Fritzsche |
| Eastbound & Down | Alexander Brem   |